# Constantin Film
Die Constantin Film AG ist ein Filmunternehmen mit Sitz in München, das sowohl als Filmverleih als auch als Filmproduktionsgesellschaft tätig ist. Das Unternehmen ist heute eine Tochtergesellschaft der Schweizer Highlight Communications AG und der erfolgreichste unabhängige Hersteller und Auswerter von Produktionen in Deutschland. Die Geschäftstätigkeit basiert auf den fünf Säulen Kinoproduktion/Rechteerwerb, TV-Produktion, Kinoverleih, Home Entertainment und Lizenzhandel/TV-Auswertung.
Die Constantin Film AG hat 36 der 100 erfolgreichsten deutschen Filme der letzten 20 Jahre in die Kinos gebracht, davon vier Filme aus der Top-5-Bestenliste: Der Schuh des Manitu (11,7 Mio. Kinobesucher), (T)raumschiff Surprise – Periode 1 (9 Mio. Kinobesucher), Fack Ju Göhte (7,3 Mio. Kinobesucher) und Fack Ju Göhte 2 (7,7 Mio. Kinobesucher). Die Fack-Ju-Göhte-Trilogie wurde 2017 mit Fack Ju Göhte 3 (6 Mio. Kinobesucher) zum Abschluss gebracht und ist nun die bisher erfolgreichste deutsche Filmreihe. International hat sich Constantin Film unter anderem mit den Resident-Evil-Blockbustern einen Namen gemacht. Das aus sechs Filmen bestehende Franchise hat an den Kinokassen insgesamt 1,2 Milliarden US-Dollar eingespielt und ist damit die erfolgreichste auf einem Videospiel basierende Filmreihe weltweit.
Im Bereich Fernsehen, Entertainment und digitale Medien bündelt die 2006 als Konzerntochter der Constantin Film AG gegründete Constantin Television die Entwicklung und Herstellung aller nationalen und internationalen Produktionen der Unternehmensgruppe, für die keine Kinoauswertung vorgesehen ist.
Die ikonische Eröffnungsmusik der Constantin AG, wie sie auch heute noch zu hören ist, stammt aus der Feder von Klaus Doldinger, welche die ursprüngliche Fanfare von Peter Thomas ablöste.

## Geschichte

### Gründung
Die Constantin Filmverleih GmbH wurde am 1. April 1950 von dem deutschen Filmkaufmann Waldfried Barthel und dem dänischen Filmkaufmann Preben Philipsen in Frankfurt gegründet. Der Name wurde zu Ehren von Philipsens Vater Constantin Philipsen gewählt, der ebenfalls als Filmkaufmann tätig war. Nach fünf Jahren als Vorsitzender schied Philipsen 1955 aus dem Unternehmen aus. Konsul Waldfried Barthel wurde bei der Leitung des Unternehmens von 1955 bis 1960 von seiner Frau Ingeborg als Geschäftsführerin unterstützt. Von 1959 bis 1963 übte der stellvertretende Geschäftsführer und Produktionschef Gerhard F. Hummel einen wichtigen Einfluss in der Firma aus, die seit 1957 ihren Sitz in München hatte. 1963 übernahm der mit Waldfried Barthel nicht verwandte Manfred Barthel die Constantin-Produktion.
Am 21. Dezember 1964 wurde das Unternehmen in „Constantin Film GmbH“ umbenannt. Konsul Barthel verkaufte am 1. Juli 1965 60 % an den Bertelsmann-Konzern. Dieser ernannte Herbert Schmidt als zusätzlichen Geschäftsführer neben Manfred Barthel. Wegen der sich abzeichnenden Kinokrise trennte sich Bertelsmann Ende 1970 von seinem Anteil. Barthel kaufte alles zurück und geriet dadurch in finanzielle Schwierigkeiten. 1975 verkaufte er zunächst 50 % und 1976 den Rest an den Hagener Unternehmensverwalter Hellmuth Gierse. Dieser musste durch seinen Geschäftsführer Karl-Heinz Böllinghaus im Oktober 1977 beim Amtsgericht in München für das Unternehmen „Constantin Film GmbH“ den Konkurs anmelden.
Die „alte“ Constantin verlieh in den 1950er Jahren vor allem Produktionen von United Artists sowie verschiedenste Unterhaltungsfilme. In den 1960er Jahren wurde ihr Name durch die Edgar-Wallace-Filme und Karl-May-Filme zum Begriff.

### Neuanfang

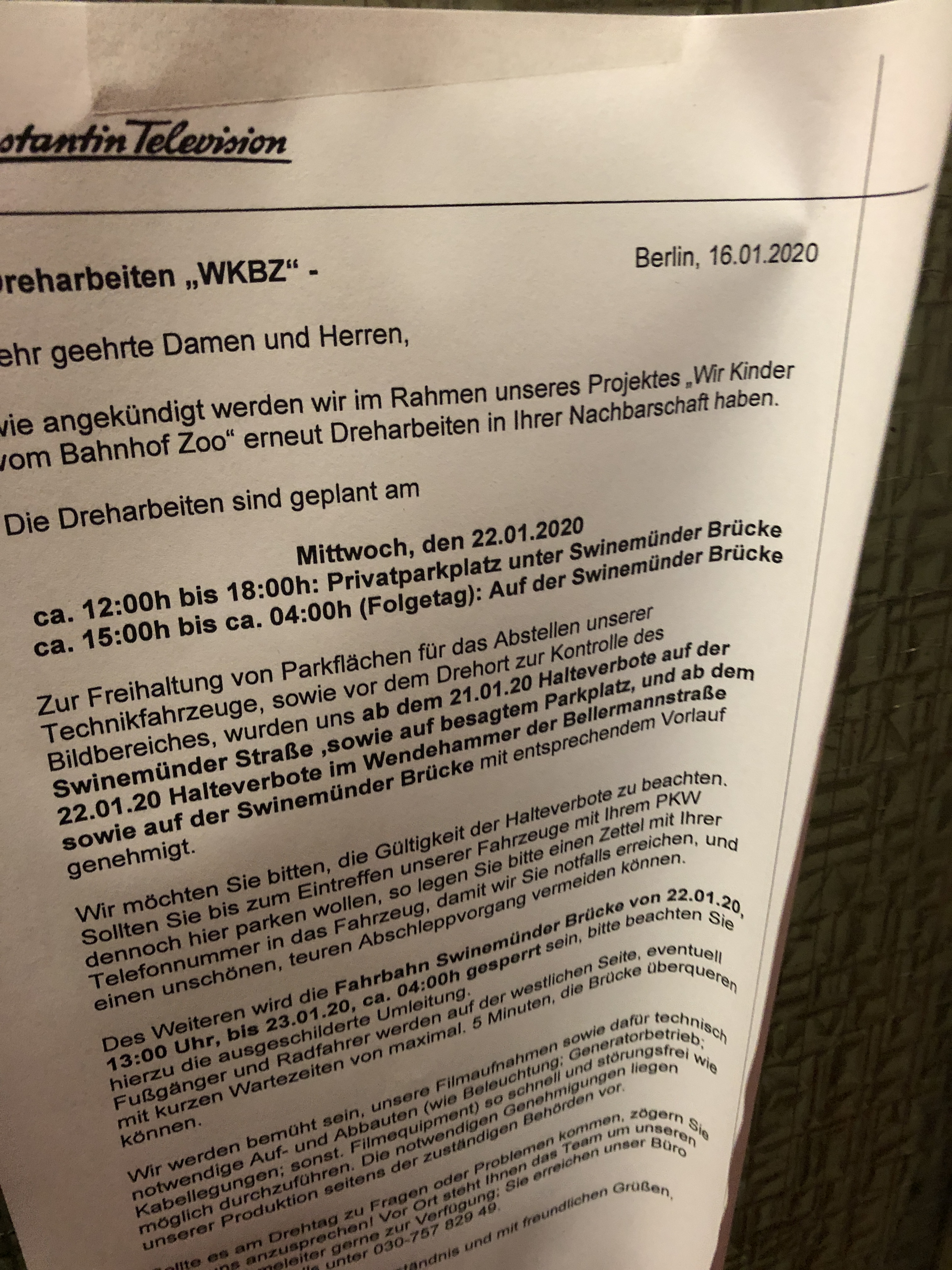
Ankündigung von Filmaufnahmen der Constantin Film GmbH

1978 kaufte Filmproduzent Bernd Eichinger einen großen Teil der Konkursmasse der Constantin Film und wurde 1979 Gesellschafter und Geschäftsführer des jetzt „Neue Constantin Film GmbH“ genannten Unternehmens. 1983 wurde dem Filmverleih auch eine Filmproduktionsgesellschaft angeschlossen. Ab 1986 war zudem die Kirch-Gruppe an dem Unternehmen beteiligt. 1992 übernahm Kirch die Mehrheit der Österreich-Tochter. 2002 gab sie ihren Anteil an den bisherigen Minderheitseigner ab – eine österreichische Privatstiftung, die seither Constantin Österreich, Österreichs größten Kinobetreiber und großen Filmverleiher, kontrolliert. Im Zuge der Umfirmierung zur „Constantin Film AG“ ging die Filmgesellschaft 1999 an die Börse. Eichinger hatte wesentlichen Anteil am neuen Erfolg des Unternehmens, er war von 1979 bis zum Börsengang 1999 Geschäftsführer, von 1999 bis 2001 Vorstandsvorsitzender, von Anfang 2003 bis Mitte 2006 Aufsichtsratsvorsitzender und anschließend bis zu seinem Tod am 24. Januar 2011 stellvertretender Aufsichtsratsvorsitzender.
Im Mai 2002 erwarb die Schweizer Highlight Communications AG, eine Medien-Holding unter der Leitung von Bernhard Burgener, rund 23 % an Constantin Film. Durch den Zukauf von weiteren Anteilen am Constantin-Aktienkapital wurde die Highlight-Holding mit etwa 41 % die größte Einzelaktionärin und unterbreitete Mitte 2003 den übrigen Aktionären ein Übernahmeangebot, wodurch bis Ende 2003 die Beteiligung auf 58 % stieg. Im Januar 2006 übernahm Highlight auch das Aktienpaket, das sich im Besitz von Bernd Eichinger befand, und ist seither mit über 90 % an Constantin Film beteiligt.
Am 21. April 2009 wurde auf der Hauptversammlung eine hundertprozentige Übernahme durch die Highlight Communications AG im Zuge eines sogenannten Squeeze-outs beschlossen, wodurch die letzten freien Aktionäre von der Highlight Communication abgefunden wurden. Mit Wirkung zum 7. Oktober 2009 wurde die Notierung der Aktien an der Frankfurter Wertpapierbörse eingestellt.
Im Januar 2014 wurde Martin Moszkowicz in den Vorstand der Constantin Film berufen. Zum 29. Februar 2024 ließ er seinen Vertrag planmäßig und auf eigenen Wunsch auslaufen. Moszkowicz gehörte seit 1990 dem Management der Firma an – zunächst als Produzent und Geschäftsführer und seit dem Börsengang 1999 als Mitglied des Vorstandes zuletzt für den Bereich Film und Fernsehen. Er hat bis dato bei über 300 Spielfilmproduktionen und unzähligen Fernsehfilmen als Produzent, Koproduzent oder Executive Producer mitgewirkt. Er arbeitet künftig als Produzent für die Constantin Film.
Seit dem 1. März 2024 ist Oliver Berben Vorstandsvorsitzender der Constantin Film AG. Oliver Berben studierte Elektrotechnik und Luft- und Raumfahrttechnik an der Technischen Universität Berlin. Nach ersten Erfahrungen in der Werbebranche gründete er 1996 die MOOVIE GmbH, die seit 1999 ein Tochterunternehmen der Constantin Film AG ist. 2009 übernahm Oliver Berben zusätzlich den Bereich Produktion in der Geschäftsführung der Constantin Film Produktion GmbH. Im Januar 2017 wurde er in den Vorstand der Constantin Film berufen und baute das neu geschaffene Vorstandsressort TV, Entertainment und Digitale Medien auf.

## Produktionen
Zu den Eigenproduktionen der Gesellschaft gehören:
- Gib Gas – Ich will Spaß (1982, Regie: Wolfgang Büld)
- Die unendliche Geschichte (1984, Regie: Wolfgang Petersen)
- Der Name der Rose (1985, Regie: Jean-Jacques Annaud)
- Letzte Ausfahrt Brooklyn (1990, Regie: Uli Edel)
- Das Geisterhaus (1993, Regie: Bille August)
- Der bewegte Mann (1994, Regie: Sönke Wortmann)
- Das Sams - Der Film (2001, Regie Ben Verbong)
- Der Schuh des Manitu (2001, Regie: Michael „Bully“ Herbig)
- Resident Evil (2002, Regie: Paul W. S. Anderson)
- Wrong Turn (2003, Regie: Rob Schmidt)
- Der Untergang (2004, Regie: Oliver Hirschbiegel)
- Resident Evil: Apocalypse (2004, Regie: Alexander Witt)
- Das Parfum – Die Geschichte eines Mörders (2006, Regie: Tom Tykwer)
- Resident Evil: Extinction (2007, Regie: Russell Mulcahy)
- Warum Männer nicht zuhören und Frauen schlecht einparken (2007, Regie: Leander Haußmann)
- Die Welle (2008, Regie: Dennis Gansel)
- Der Baader Meinhof Komplex (2008, Regie: Uli Edel)
- Freche Mädchen (2008, Regie: Ute Wieland)
- Dinosaurier – Gegen uns seht ihr alt aus! (2009, Regie: Leander Haußmann)
- Die Päpstin (2009, Regie: Sönke Wortmann)
- Zeiten ändern dich (2010, Regie: Uli Edel)
- Resident Evil: Afterlife (2010, Regie: Paul W. S. Anderson)
- Wir sind die Nacht (2010, Regie: Dennis Gansel)
- Konferenz der Tiere (2010, Regie: Holger Tappe, Reinhard Klooss)
- Freche Mädchen 2 (2010, Regie: Ute Wieland)
- Als der Weihnachtsmann vom Himmel fiel (2011, Regie: Oliver Dieckmann)
- Die drei Musketiere (2011, Regie: Paul W. S. Anderson)
- Fünf Freunde (2012, Regie: Mike Marzuk)
- Heiter bis Wolkig (2012, Regie: Marco Petry)
- Resident Evil: Retribution (2012, Regie: Paul W. S. Anderson)
- Fünf Freunde 2 (2013, Regie: Mike Marzuk)
- Ostwind (2013, Regie: Katja von Garnier)
- Dampfnudelblues (2013, Regie: Ed Herzog)
- Da geht noch was (2013, Regie: Holger Haase)
- Chroniken der Unterwelt – City of Bones (2013, Regie: Harald Zwart)
- Fack ju Göhte (2013, Regie: Bora Dagtekin)
- Fünf Freunde 3 (2014, Regie: Mike Marzuk)
- Pompeii (2014, Regie: Paul W. S. Anderson)
- Need for Speed (2014)
- Tarzan (2014, Regie: Reinhard Klooss)
- Alles inklusive (2014, Regie: Doris Dörrie)
- Männerhort (2014, Regie: Franziska Meyer Price)
- Winterkartoffelknödel (2014, Regie: Ed Herzog)
- Love, Rosie – Für immer vielleicht (2014, Regie: Christian Ditter)
- Frau Müller muss weg! (2015, Regie: Sönke Wortmann)
- Fünf Freunde 4 (2015, Regie: Mike Marzuk)
- Ostwind 2 (2015, Regie: Katja von Garnier)
- Abschussfahrt (2015, Regie: Tim Trachte)
- Fack ju Göhte 2 (2015, Regie: Bora Dagtekin)
- Er ist wieder da (2015, Regie: David Wnendt)
- Bruder vor Luder (2015, Regie: Tomas Erhart, Heiko Lochmann, Roman Lochmann)
- Resident Evil: The Final Chapter (2016, Regie: Paul W. S. Anderson)
- Gut zu Vögeln (2016, Regie: Mira Thiel)
- Schweinskopf al dente (2016, Regie: Ed Herzog)
- Verrückt nach Fixi (2016, Regie: Mike Marzuk)
- Terror – Ihr Urteil (2016, Regie: Lars Kraume)
- Timm Thaler oder das verkaufte Lachen (2017, Regie: Andreas Dresen)
- Jugend ohne Gott (2017, Regie: Alain Gsponer)
- Tiger Girl (2017, Regie: Jakob Lass)
- Axolotl Overkill (2017, Regie: Helene Hegemann)
- Ostwind – Aufbruch nach Ora (2017, Regie: Katja von Garnier)
- Grießnockerlaffäre (2017, Regie: Ed Herzog)
- Tigermilch (2017, Regie: Ute Wieland)
- Nur Gott kann mich richten (2017, Regie: Özgur Yildirim)
- Das Pubertier (2017, Regie: Leander Haußmann)
- Dieses bescheuerte Herz (2017, Regie: Marc Rothemund)
- Fack ju Göhte 3 (2017, Regie: Bora Dagtekin)
- Fünf Freunde und das Tal der Dinosaurier (2018, Regie: Mike Marzuk)
- Verpiss Dich, Schneewittchen! (2018, Regie: Cüneyt Kaya)
- Sauerkrautkoma (2018, Regie: Ed Herzog)
- Asphaltgorillas (2018, Regie: Detlev Buck)
- Der Vorname (2018, Regie: Sönke Wortmann)
- Polar (2019) (2019, Regie: Jonas Åkerlund)
- Ostwind – Aris Ankunft (2019, Regie: Theresa von Eltz)
- Kirschblüten & Dämonen (2019, Regie: Doris Dörrie)
- Der Fall Collini (2019, Regie: Marco Kreuzpaintner)
- The Silence (2019, Regie: John R. Leonetti)
- Die drei !!! (2019, Regie: Viviane Andereggen)
- Leberkäsjunkie (2019, Regie: Ed Herzog)
- Eine ganz heiße Nummer 2.0 (2019, Regie: Rainer Kaufmann)
- Das perfekte Geheimnis (2019, Regie: Bora Dagtekin)
- Resident Evil: Welcome to Raccoon City (2021, Regie: Johannes Roberts)
- Ostwind – Der große Orkan (2021, Regie: Lea Schmidbauer)
- Kaiserschmarrndrama (2021, Regie: Ed Herzog)
- Der Nachname (2022,  Regie: Sönke Wortmann)
- Liebesdings (2022, Regie: Anika Decker)
- Guglhupfgeschwader (2022, Regie: Ed Herzog)
- Freibad (2022, Regie: Doris Dörrie)
- Caveman (2023, Regie: Laura Lackmann)
- Manta Manta – Zwoter Teil (2023, Regie: Til Schweiger)
- Rehragout-Rendezvous (2023, Regie: Ed Herzog)
- Das Beste kommt noch! (2023, Regie: Til Schweiger)
- Chantal im Märchenland (2024, Regie: Bora Dagtekin)
- In The Lost Lands (2024, Regie: Paul W. S. Anderson)
- Hagen – Im Tal der Nibelungen (2024, Regie: Cyrill Boss, Philipp Stennert)
- Der Spitzname (2024, Regie: Sönke Wortmann)
- Ein Mädchen namens Willow (2025, Regie: Mike Marzuk)
- Exterritorial (2025, Regie: Christian Zübert)
- Mädchen Mädchen (2025, Regie: Martina Plura)

## Soundtracks
Die Constantin Music GmbH, eine 100%ige Tochterfirma der Constantin Film AG, betreibt unter dem Namen Königskinder Music GmbH ein Plattenlabel, das die Soundtracks der Eigenproduktionen vertreibt.